# Jean Jouffroy
Ne doit pas être confondu avec Jean de Jourens.
Pour les autres membres de la famille, voir Famille de Jouffroy d'Abbans.
Johannes Jofredi ou Jean Jouffroy (parfois Jouffroi ou Joffredi) est un prélat né en 1412 à Luxeuil-les-Bains (alors cité ecclésiastique du Saint-Empire romain germanique) et mort le 24 novembre 1473 dans le prieuré de Reuilly (Royaume de France), cardinal de Saint-Martin in Montibus, évêque d'Arras et Albi, abbé commendataire de Abbaye Saint-Sernin de Toulouse (1461-1473), Abbaye Saint-Denis de Paris (1464-1474), de Abbaye de Gorze (1467-1473), Abbaye Notre-Dame de Bonnecombe (1470-1472), Abbaye Saint-Pierre-Saint-Paul de Caunes-Minervois, etc.

## Biographie
Fils de Perrin Jouffroy, co-gouverneur de Besançon, anobli par lettres de Philippe le Bon en 1444, frère de Henri et de Pâris dont deux des fils sont à l'origine des branches Jouffroy de Gonsans et Jouffroy d'Abbans.
Après être entré dans l'ordre des bénédictins à Luxeuil il obtient le bonnet de docteur en théologie et en droit canon et avoir enseigné à l'université de Pavie entre 1435 et 1438, Jean Jouffroy devient aumônier de Philippe le Bon, duc-comte de Bourgogne, qui lui confie des missions diplomatiques en France, Italie, Portugal et Castille. 
Il est nommé, vers 1449, abbé de Luxeuil puis de Saint-Denis avant de devenir évêque d'Arras en 1453 et légat du pape en 1459.
En mission à la cour de France en 1460, Jean Jouffroy rencontre le dauphin (futur Louis XI) et devient son conseiller. Il est créé cardinal du titre de Saint-Martin-des-Monts par Pie II en 1461, nommé évêque d'Albi en 1462 et abbé de Saint-Denis en 1464.
Il se rend plusieurs fois à Rome pour négocier l'assouplissement de la Pragmatique Sanction ou les intérêts de la maison d'Anjou-Sicile à Naples. En 1470, il est aux côtés du roi Henri IV de Castille, lorsque celui-ci désigne sa fille Jeanne La Beltraneja comme son héritière. En 1473, il assiste le sire de Beaujeu dans l'expédition contre Jean V d'Armagnac. Après la prise de Lectoure, il reçoit l'ordre de marcher sur le Roussillon avec les milices provinciales qu'il commande. Il met le siège devant Perpignan dont la garnison se défendit avec tant de vigueur, que les troupes françaises furent contraintes de se retirer. 
Le cardinal Jouffroy mourut le 24 novembre 1473 au prieuré de Rully, son corps est embaumé et porté dans la cathédrale d'Albi.
Il est accusé d'avoir pris Lectoure par tricherie et d'avoir participé au meurtre de Jean V d'Armagnac en 1473.
Il fut humaniste et bibliophile, particulièrement célèbre comme pilleur de bibliothèques.